# Vera Cruz (Portel)
Vera Cruz ist eine Gemeinde (Freguesia) im portugiesischen Kreis Portel. In ihr leben 378 Einwohner (Stand 19. April 2021).